# Cabinet Kramp-Karrenbauer II
Land de Sarre
Karrenbauer I Karrenbauer III
Le cabinet Kramp-Karrenbauer II (en allemand : Kabinett Kramp-Karrenbauer II) est le gouvernement du Land de Sarre entre le 9 mai 2012 et le 17 mai 2017, durant la quinzième législature du Landtag.

## Coalition et historique
Dirigé par la ministre-présidente chrétienne-démocrate sortante Annegret Kramp-Karrenbauer, ce gouvernement est constitué et soutenu par une « grande coalition » entre l'Union chrétienne-démocrate d'Allemagne (CDU) et le Parti social-démocrate d'Allemagne (SPD). Ensemble, ils disposent de 36 députés sur 51, soit 70,5 % des sièges du Landtag.
Il est formé à la suite des élections législatives régionales anticipées du 25 mars 2012.
Il succède donc au cabinet Kramp-Karrenbauer I, constitué et soutenu initialement par une « coalition jamaïcaine » entre la CDU, le Parti démocrate de Sarre (FDP/DPS) et l'Alliance 90 / Les Verts (Grünen).
Des dissensions chez les libéraux ont conduit à l'éclatement de la majorité, en janvier 2012. Après que la ministre-présidente a échoué à constituer une alliance avec les sociaux-démocrates, elle convoque les élections anticipées.
Au cours de scrutin, la disparition du FDP/DPS empêche la reconduction de l'ancienne majorité tandis que la gauche détient la majorité absolue des sièges. Cependant, la CDU et le SPD entament des négociations, qui ont abouti près de six semaines après la tenue du scrutin. C'est la première « grande coalition » en Sarre depuis 50 ans.
Lors des élections législatives régionales du 26 mars 2017, la CDU conforte sa domination, manquant la majorité absolue de deux sièges, tandis que le SPD stagne. Aucune autre majorité ne s'étant dégagée, les deux partis décident de poursuivre leur collaboration et constituent le cabinet Kramp-Karrenbauer III.

## Composition
- Les nouveaux ministres sont indiqués en gras, ceux ayant changé d'attributions en italique.

| Fonction                                                                                   | Titulaire | Titulaire                                                                | Parti |
| ------------------------------------------------------------------------------------------ | --------- | ------------------------------------------------------------------------ | ----- |
| Ministre-présidente Ministre de la Science, de la Recherche et de la Technologie           |           | Annegret Kramp-Karrenbauer                                               | CDU   |
| Vice-ministre-président Ministre de l'Économie, du Travail, de l'Énergie et des Transports |           | Heiko Maas (jusqu'au 17/12/2013) Anke Rehlinger (à partir du 15/01/2014) | SPD   |
| Ministre des Finances et des Affaires européennes                                          |           | Stephan Toscani                                                          | CDU   |
| Ministre de l'Intérieur et des Sports                                                      |           | Monika Bachmann (jusqu'au 12/11/2014) Klaus Bouillon                     | CDU   |
| Ministre des Affaires sociales, de la Santé, des Femmes et de la Famille                   |           | Andreas Storm (jusqu'au 12/11/2014) Monika Bachmann                      | CDU   |
| Ministre de la Justice Ministre de l'Environnement et de la Protection des consommateurs   |           | Anke Rehlinger (jusqu'au 15/01/2014) Reinhold Jost                       | SPD   |
| Ministre de l'Éducation et de la Culture                                                   |           | Ulrich Commerçon                                                         | SPD   |